# 박양유
박양유(朴良柔, ?~?)는 고려의 관리이다.

## 생애
990년, 공관어사지도성사(工官御事知都省事)로서 왕송(王誦)의 개령군(開寧君) 책봉의식을 수행했다.
993년, 소손녕(蕭遜寧)이 거란군을 이끌고 고려를 침입하자, 시중으로 상군사(上軍使)가 되어 북계(北界)로 진군해 방어를 맡았다.
소손녕이 서희와의 협상을 통해 철군하자 예폐사(禮幣使)로서 거란에 찾아갔으며, 994년에 다시 거란에 사신으로 찾아가 거란의 연호를 사용했음을 알리고 포로들을 귀환을 요청했다.
1027년, 그는 태사개국광익공(太師開國匡益公)으로 경종의 묘정에 배향되었다.